# 6709 Hiromiyuki
6709 Hiromiyuki (1989 CD) là một tiểu hành tinh vành đai chính được phát hiện ngày 2 tháng 2 năm 1989 bởi M. Arai và H. Mori ở Yorii.